# Si licet parva componere magnis
 Si licet parva componere magnis лат.(изговор: си лицет парва компонере магнис.) срп. Ако је допуштено мале ствари упоређивати са великим. Вергилије

## Поријекло изреке
Ову изреку приписују Вергилију римском пјеснику (први вијек п. н. е.) из времена Гај Јулије Цезара.

## Тумачење
Не може се мало и безначајно упоређивати са великим и значајним.

## О истом Овидије
Si licet exemplis in parvis grandibus uti (Овидије)